# 泰奧加 (紐約州)
泰奧加（英語：Tioga）是一個位於美國紐約州泰奧加縣的鎮。

## 人口
根據2020年美國人口普查的數據，泰奧加的面積為154.00平方千米，當中陸地面積為151.30平方千米，而水域面積為0.00平方千米。當地共有人口4455人，而人口密度為每平方千米29人。